# Nużewo
Nużewo es un pueblo de Polonia, en Mazovia.  Se encuentra en el distrito (Gmina) de Ciechanów, perteneciente al condado (Powiat) de Ciechanów. Se encuentra aproximadamente a 5 km al suroeste de Ciechanów, y a 74 km  al norte de Varsovia. 
Entre 1975 y 1998 perteneció al voivodato de Ciechanów.